# Cebanico
Cebanico est une commune d'Espagne dans la province de León, communauté autonome de Castille-et-León. Elle s'étend sur 89,75 km2 et comptait environ 143 habitants en 2024.

## Localisation et climat
Cebanico est situé à environ 60 km au nord-est de León , au nord-ouest de la Meseta ibérique , à une altitude d'environ 940 m . Le climat est rude en hiver, mais sec et chaud en été ; les précipitations (858 mm/an) se produisent principalement pendant les mois d’hiver.

## Démographie
| Année      | 1970 | 1981 | 1991 | 2001 | 2011 | 2021 | 2024 |
| Population | 636  | 397  | 298  | 232  | 188  | 141  | 143  |

En raison de l' exode rural provoqué par la mécanisation de l'agriculture et l'abandon des petites exploitations, la population du village n'a cessé de croître depuis le milieu du XIXe siècle.

## Site touristique

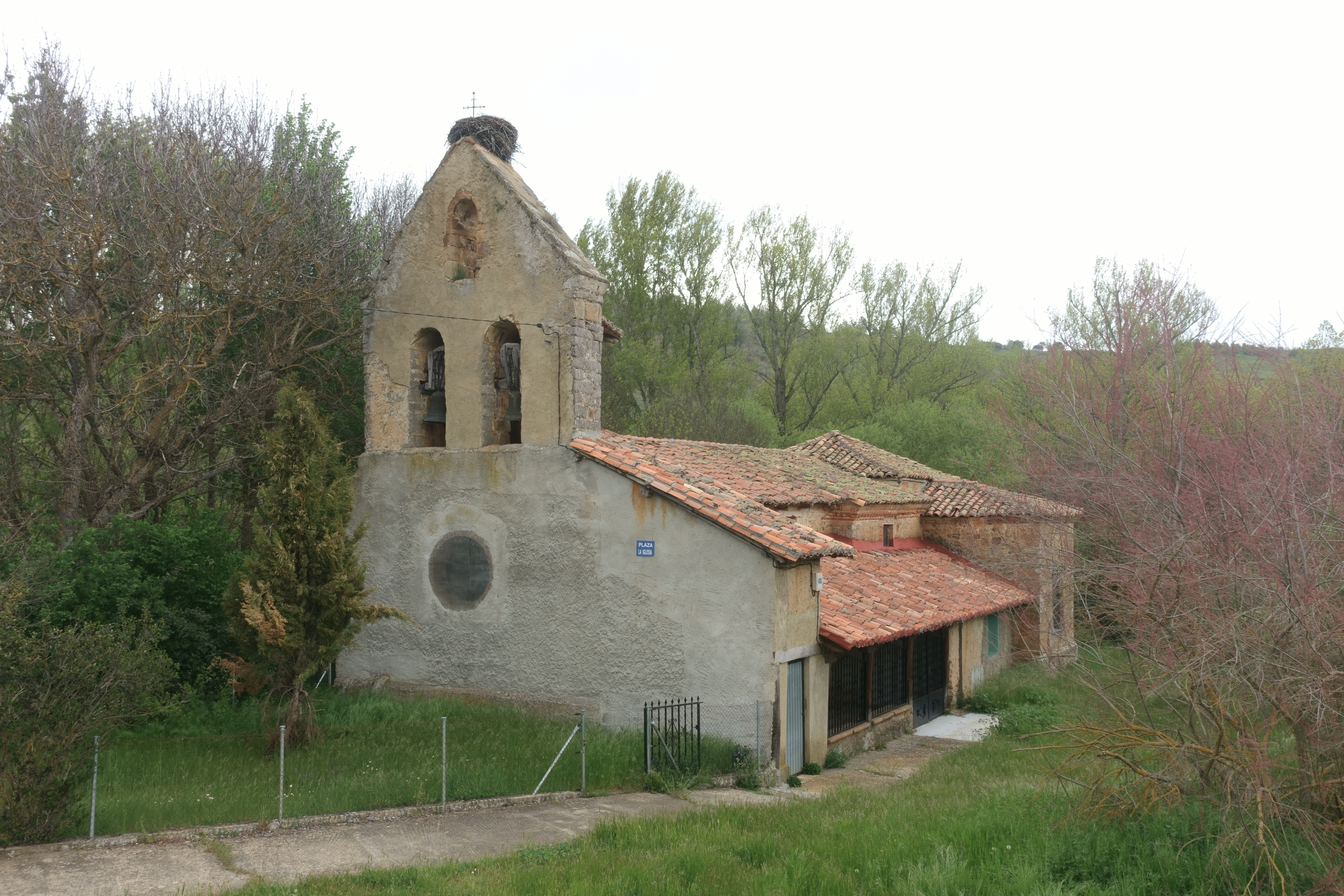
Église Saint-Pierre
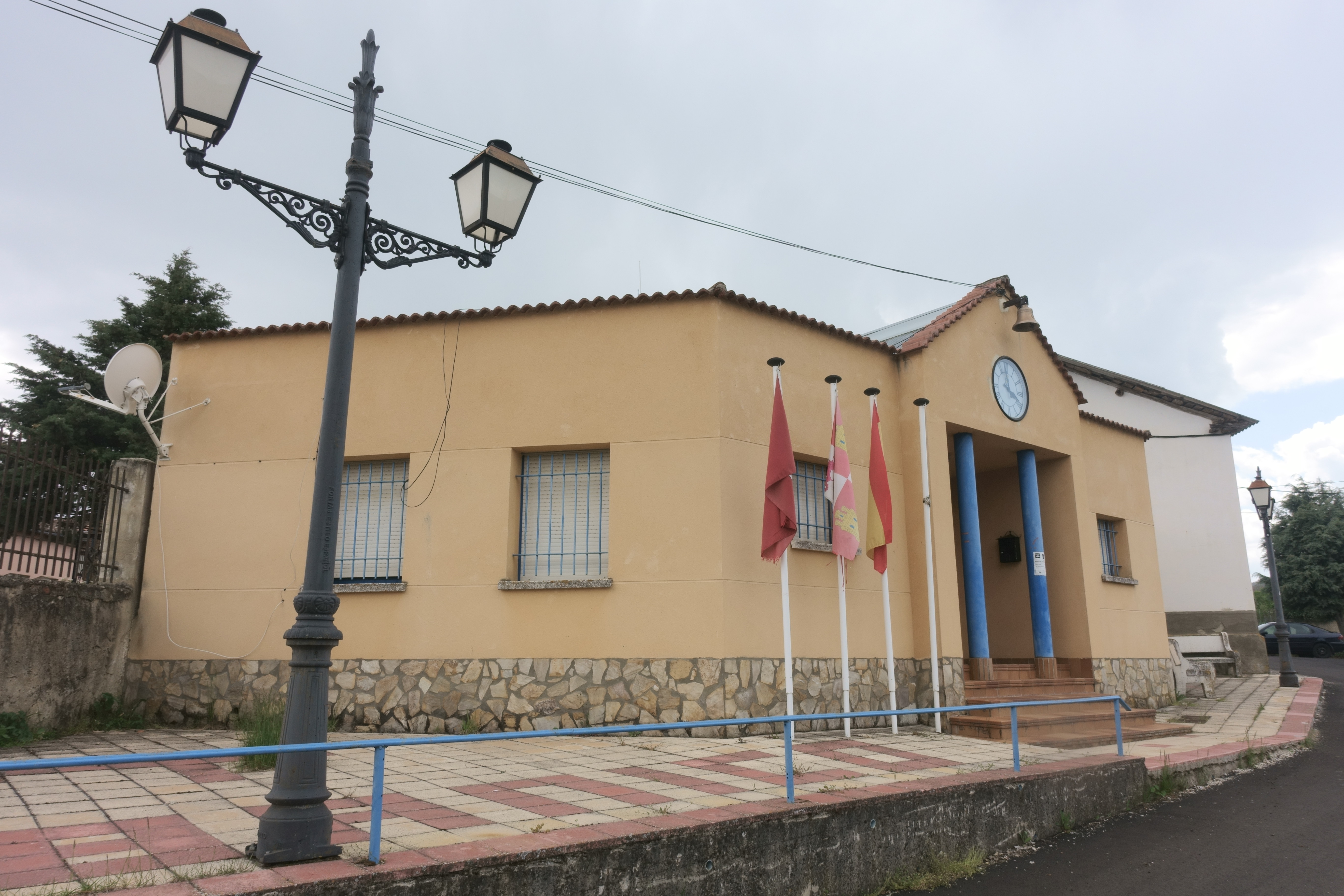
Hôtel de ville

- Église Saint-Pierre
- Hôtel de ville